# Rāmganj Mandi
Rāmganj Mandi är en ort i Indien.   Den ligger i distriktet Kota och delstaten Rajasthan, i den centrala delen av landet, 500 km söder om huvudstaden New Delhi. Rāmganj Mandi ligger 362 meter över havet och antalet invånare är 35 754.
Terrängen runt Rāmganj Mandi är platt. Runt Rāmganj Mandi är det ganska tätbefolkat, med 248 invånare per kvadratkilometer. Rāmganj Mandi är det största samhället i trakten. Trakten runt Rāmganj Mandi består till största delen av jordbruksmark.